# Dny Shakaara
Dny Shakaara (v anglickém originále Shakaar; v původním českém překladu Shakaar) je v pořadí dvacátá čtvrtá epizoda třetí sezóny seriálu Star Trek: Stanice Deep Space Nine.
Kai Winn potřebuje Kiru, aby přesvědčila bývalého vůdce její odbojové skupiny a nyní farmáře na Bajoru, aby vrátil půdní rekultivátory, které jsou potřebné v jiných oblastech.

## Příběh
Když zemře první ministr bajorské prozatímní vlády, je na jeho místo dosazena kai Win, která má být později také formálně zvolena. Winn požádá majora Kiru o pomoc. Skupina farmářů v Kiřině domovské provincii odmítá vrátit půdní rekultivátory, které jim byly vládou zapůjčeny a které Winn potřebuje pro obnovu provincie Rakantha. Jejich vůdcem je Shakaar, který za cardassijské okupace vedl odbojovou buňku, ve které působila i Kira. Právě ta má Shakaara přesvědčit, aby zařízení zemědělci vrátili. Kira se nejprve zdráhá jít proti příteli, ale nakonec s tím souhlasí pro dobro Bajoru.
Kira se vrátí do Dahkurské provincie, kde najde Shakaara, který ji poví svůj postoj. On sám dostal rekultivátory po tříletém čekání před pouhými dvěma měsíci a bylo mu řečeno, že on a jeho společníci Furel a Lupazza jej mohou využívat jeden rok. Ale když převzala vládu Winn, tak je mají vrátit okamžitě. Projekt obnovy provincie Rakantha je zaměřen na zemědělské výrobky určené pro export, zatímco Shakaarovi farmáři pouze chtějí nakrmit své lidi, což považuje bývalý odbojář za mnohem důležitější. Kira se poté setká s Winn a doufá, že by spolu mohly najít nějaký kompromis. Winn souhlasí s navrženou schůzkou se Shakaarem. Když však major oznamuje svému bývalému vůdci tuto zprávu, přijdou jej zatknout dva bezpečnostní důstojníci. Kira se rozzuří, že kai lhala, pomůže v potyčce s důstojníky Shakaarovi a společně uprchnou.
Jako hledaní uprchlíci se Shakaar s Kirou a svými kamarády skrývají v horách, kde před lety bojovali proti Cardassianům. O týden později se k nim přiblíží bajorští vojáci a Shakaarova vyčerpaná skupina si uvědomí, že není jiná možnost než přestat utíkat a začít bojovat. Neochotně vyvede Shakaar společně s Kirou celou skupinu do kaňonu, kde se skryjí na svazích.
Skupina ze své skrýše pozoruje, jak bajorští vojáci vstupují do uzavřeného kaňonu – do pasti. Když ale spatří tváře svých „nepřátel“, uvědomí si, že by stříleli na své bývalé přátele a spolubojovníky z dob okupace. Kira se Shakaarem si vyžádají sklopení zbraní a po rozhovoru s velitelem jednotky, plukovníkem Lenarisem, je vyjednáno příměří. Později vezme plukovník Kiru a Shakaara do Winniny kanceláře, kde ji Shakaar informuje o tom, že se rozhodl kandidovat ve volbách na prvního ministra. Kai si uvědomí, že volební zápolení s populárním Shakaarem by odhalilo, jak její akce málem přivedla Bajor na okraj občanské války, a rozhodne se tak z voleb odstoupit.

## Zajímavosti
- V této epizodě se poprvé objevili Kiřini spolubojovníci z odboje – Shakaar, Furel a Lupazza.